# Fitoquímic
Els fitoquímics són compostos químics, com el carotè, que es troben de manera natural en les plantes. Aquest terme es fa servir generalment per referir-se a aquells productes químics que poden afectar la salut, però no s'han establert encara com a nutrient essencial. Mentre que hi ha suport científic i dels governs per recomanar consumir en la dieta fruita i verdura, només hi ha una evidència limitada en els beneficis per la salut dels fitoquímics

## Processament dels vegetals i fitoquímics
Els fitoquímics collits de plantes en estat fresc poden destruir-se o desaparèixer per les tècniques de processament modernes incloent la cocció. Per això els productes vegetals processats industrialment tenen un menor contingut de fitoquímics i aquesta absència o deficiència pot donar lloc a malalties que es poden prevenir.
En el cas del licopè del tomàquet, passa el contrari: o bé no en canvia el contingut a causa del processament industrial o encara n'hi ha més concentració